# Thomas Vasse
Pour les articles homonymes, voir Vasse.
Né le 27 février 1774 à Dieppe, Thomas Timothée Vasse est un marin français qui participa au voyage dans les mers du Sud conduit par Nicolas Baudin au départ du Havre à compter de la fin de l'année 1800.
Installé à bord du Naturaliste, il fut laissé pour mort au large de l'Australie le 8 juin 1801 mais aurait peut-être réchappé de la noyade et survécu quelque temps sur les côtes de ce qui est aujourd'hui l'Australie-Occidentale selon plusieurs témoignages d'Aborigènes.

## Note
Alain Sérieyx a publié en 2001 Wonnerup, la Dune sacrée aux éditions Le Serpent de mer, décrivant la vie de Timothée Vasse au sein d'une tribu aborigène. L'occasion pour cet ancien élève de l'ENA, créateur de l'Association France-Australie, de décrire la vie et les coutumes des tribus d'aborigène, dans un texte magnifique. Il est en outre l'arrière petit neveu de Timothée Vasse.